# 모시리섬
모시리섬(モシリ島)은 일본 홋카이도 다테시에 위치한 섬이다. 1986년에 아마미오섬 이남에서만 나는 청자고둥으로 만든 패륜이 출토되었고, 다음 해에는 남해산의 조개로 만든 조개장식구가 발견되었다. 섬 전체에는 수 백기에 이르는 매장 유구가 있다. 여러 개의 바위 섬으로 이루어져 있다.

## 지리
홋카이도의 남서부 우치우라 만에 위치해 있다. 바위 투성이의 작은 무인도이다. 썰물 때에는 홋카이도와 연결된다.